# Ekboarmia sagnesi
Ekboarmia sagnesi is een vlinder uit de familie spanners (Geometridae). De wetenschappelijke naam werd voor het eerst geldig gepubliceerd in 1979 door Claude Dufay.
De soort komt voor in Europa.